# Agíi Vavatsiniás
Agíi Vavatsiniás (grec moderne : Αγίοι Βαβατσινιάς) est un village de Chypre de plus de 131 habitants.

## Culture et patrimoine
- Chapelle Αγίασμα[1]
- Eglise Εκκλησία, construite en 1871[2]
- Broderies[3]
- 2 Barrages de 1980[3]
- Zivania, eau-de-vie de Chypre[3]
- Patrimoine naturel[4]
- Monument sur Manos Loïzos[5]
- Monument sur Andreas Neocleous[5]

## Personnalités liées à la commune
- Manos Loïzos, compositeur originaire de cette ville